# Нелекса
Нелекса — река в России, протекает в Карелии.

## Описание
Река берёт начало из Палозера.
Впадает в Онежское озеро, в районе Чёлмужской губы. Длина реки — 16 км, площадь водосборного бассейна — 46 км².

## Данные водного реестра
По данным государственного водного реестра России относится к Балтийскому бассейновому округу, водохозяйственный участок реки — Бассейн Онежского озера без рр. Шуя, Суна, Водла и Вытегра, речной подбассейн реки — Свирь (включая реки бассейна Онежского озера). Относится к речному бассейну реки Нева (включая бассейны рек Онежского и Ладожского озера).
Код объекта в государственном водном реестре — 01040100612102000015846.